# Thrud
Thrud (dosł. siła) – postać w mitologii nordyckiej, córka Thora. Matka jest nieznana lub była nią Sif. Do Thrud nawiązywała nazwa pałacu w Asgardzie – Thrudsheim (Dom Siły). Była ona jego właścicielką lub nazwa ta podkreślała moc i siłę Thora.
Najbardziej znanym mitem o Thrud jest opowieść o tym, jak bogowie (pod nieobecność Thora) przyobiecali ją krasnoludowi Alvisowi w zamian za wykonanie wspaniałej zbroi. Wskutek przebiegłości Thora, który zamienił Alvisa w kamień, Thrud pozostała niezamężna.
Thrud to również imię jednej z Walkirii służących einherjerom w Walhalli.
W Eddzie pojawia się w Gylfagynning i Alvíssmál.